# Bolma recens
Bolma recens  es una especie de molusco gasterópodo de la familia Turbinidae.

## Distribución geográfica
Se encuentra  en aguas profundas en el Océano Pacífico, al norte de Nueva Zelanda.